# Albirex Niigata
L'Albirex Niigata (アルビレックス新潟?, Arubirekkusu Niigata) è una società calcistica giapponese con sede nella città di Niigata. La squadra milita nella J1 League, la massima divisione del campionato giapponese.
Nonostante si sia iscritta alla J League solo nel 1999, è una delle squadre più seguite dai tifosi. Infatti nella stagione 2003, mentre il club militava in J League 2, l'affluenza media fu di 30.000 spettatori a incontro, mentre nel 2005 la compagine di Niigata fu la prima nella massima serie a superare la media di 40.000 spettatori a partita.
Il nome della squadra nasce dalla combinazione delle parole Albireo, un astro appartenente alla costellazione del Cigno, e Rex (termine latino che in italiano significa re). Nel 1997, a causa di problemi con il copyright, il nome della squadra è cambiato da Albireo Niigata all'attuale Albirex Niigata.

## Storia
Fondato nel 1955 come club amatoriale, denominato Niigata 11, l'Albirex iniziò a scalare posizioni nel calcio giapponese a partire dagli anni Novanta.
Nel 1999 si iscrisse alla neonata J League 2, vincendo il campionato nel 2003 ed ottenendo la prima, storica promozione in massima serie. Nel 2017, dopo oltre un decennio in J League 1, fu retrocesso in cadetteria. Nel 2022, sotto la guida tecnica di Rikizo Matsuhashi, conquistò nuovamente la promozione nel massimo campionato nipponico classificandosi al primo posto. Due anni dopo, nel 2024, ottiene il miglior risultato della sua storia in J League Cup, raggiungendo la finale del torneo, persa ai calci di rigore contro il Nagoya Grampus. 

## Strutture
L'Albirex disputò le gare casalinghe al Niigata Perfectural Sport Ground fino al 2003. Dalla stagione seguente, gioca le partite interne al Niigata Stadium.

## Società
Dal 2004 l'Albirex ha una società satellite, l'Albirex Niigata Singapore, che milita nella massima serie di Singapore ed è fonte di giovani talenti che il club di Niigata preleva e fa esordire in prima squadra.
L'Albirex controlla anche una squadra femminile, che ha militato nella L2 League dal 2004 al 2006, anno in cui vinse il campionato, conquistando la promozione in L1 League.

## Palmarès

### Competizioni nazionali
- J2 League: 2

2003, 2022

### Altri piazzamenti
- Coppa J. League:

Finalista: 2024
Semifinalista: 2015
- J2 League:

Terzo posto: 2002

## Organico

### Rosa 2025
Rosa e numerazione aggiornate al 6 luglio 2025.
| N. |                      | Ruolo | Calciatore               |
| -- | -------------------- | ----- | ------------------------ |
| 1  | Giappone (bandiera)  | P     | Kazuki Fujita            |
| 2  | Australia (bandiera) | D     | Jason Geria              |
| 4  | Giappone (bandiera)  | D     | Shōsei Okamoto           |
| 5  | Giappone (bandiera)  | D     | Michael James Fitzgerald |
| 6  | Giappone (bandiera)  | C     | Hiroki Akiyama           |
| 7  | Giappone (bandiera)  | A     | Kaito Taniguchi          |
| 8  | Giappone (bandiera)  | C     | Eiji Miyamoto            |
| 9  | Giappone (bandiera)  | A     | Ken Yamura               |
| 11 | Brasile (bandiera)   | A     | Danilo Gomes Magalhães   |
| 13 | Giappone (bandiera)  | C     | Riku Ochiai              |
| 15 | Giappone (bandiera)  | D     | Fumiya Hayakawa          |
| 18 | Giappone (bandiera)  | A     | Yamato Wakatsuki         |
| 19 | Giappone (bandiera)  | C     | Yūji Hoshi               |
| 20 | Brasile (bandiera)   | C     | Miguel Silveira          |
| 21 | Giappone (bandiera)  | P     | Ryūga Tashiro            |

| N. |                     | Ruolo | Calciatore               |
| -- | ------------------- | ----- | ------------------------ |
| 22 | Giappone (bandiera) | C     | Taiki Arai               |
| 23 | Giappone (bandiera) | P     | Daisuke Yoshimitsu       |
| 25 | Giappone (bandiera) | C     | Sōya Fujiwara            |
| 28 | Giappone (bandiera) | A     | Shūsuke Ōta              |
| 30 | Giappone (bandiera) | C     | Jin Okumura              |
| 31 | Giappone (bandiera) | D     | Yūto Horigome (capitano) |
| 33 | Giappone (bandiera) | C     | Yoshiaki Takagi          |
| 35 | Giappone (bandiera) | D     | Kazuhiko Chiba           |
| 38 | Giappone (bandiera) | D     | Kōdai Mori               |
| 41 | Giappone (bandiera) | C     | Motoki Hasegawa          |
| 42 | Giappone (bandiera) | D     | Kento Hashimoto          |
| 46 | Giappone (bandiera) | C     | Keisuke Kasai            |
| 48 | Giappone (bandiera) | C     | Yūshin Ōtake             |
| 71 | Giappone (bandiera) | P     | Shōta Uchiyama           |
| 99 | Giappone (bandiera) | A     | Yūji Ono                 |

### Staff tecnico
Staff tecnico aggiornato al 20 aprile 2025.
- Daisuke Kimori - Allenatore
- Takafumi Yoshimoto - Viceallenatore
- Tōru Irie - Collaboratore tecnico
- Motoharu Watanabe - Collaboratore tecnico
- Jun Ideguchi - Collaboratore tecnico
- Mirai Morita - Analista
- Kerim Masaki Kobayashi - Preparatore fisico
- Yasuhiro Watanabe - Preparatore portieri
- Yuzuru Wako - Collaboratore preparatore portieri